# Commission des lésions professionnelles
La Commission des lésions professionnelles (CLP) est un tribunal administratif du Québec qui a existé entre 1998 et 2015, avant son remplacement le 1er janvier 2016 par le Tribunal administratif du travail. 
La CLP a remplacé la Commission d'appel en matière de lésions professionnelles (CALP) lorsque la Loi instituant la Commission des lésions professionnelles et modifiant diverses dispositions législatives est entrée en vigueur le 1er avril 1998,.

## Historique
La CLP est instaurée par la Loi instituant la Commission des lésions professionnelles et modifiant diverses dispositions législatives qui est sanctionnée le 12 juin 1997. L'entrée en vigueur des articles créant la CLP est annoncée en mars 1998 pour le 1er avril 1998, coïncidant avec la nouvelle année fiscale du gouvernement du Québec.
La CLP remplace et récupère les dossiers non traités,:
- De la Commission d'appel en matière de lésions professionnelles (créée en 1985 et qui est alors dissoute) ;
- Des bureaux de révision de la Commission de la santé et de la sécurité au travail (CSST).

### Identité visuelle
Lors de sa création, la CLP est dotée d'un logo qui ne fait pas partie du programme d'identification visuelle du gouvernement du Québec. Cette situation perdure jusqu'en juin 1999 quand le gouvernement du Québec change son image visuelle et que la CLP doit se conformer à l'identité gouvernementale.

Logo de la CLP d'avril 1998 à juin 1999.
Logo de la CLP de juin 2001 à décembre 2015.

## Fonctionnement
La CLP était mandatée pour réviser administrativement les décisions contestées de la Commission de la santé et de la sécurité au travail (CSST). La CLP recevait donc les contestations des travailleurs, tentait une conciliation entre le travailleur et la CSST et tenait une audience si nécessaire pour rendre une décision.
De par son statut de tribunal administratif, la CLP relevait de la surveillance du Conseil de la justice administrative. Par contre, contrairement à la CALP qui relevait du ministère de la Justice, la CLP est placée sous la responsabilité du ministère du Travail.
Les opérations de la CLP étaient décentralisés en quinze directions régionales et cinq bureaux locaux pour fournir des services dans l'ensemble de la province.